# Município de Harrison (condado de Vinton, Ohio)
O município de Harrison (em inglês: Harrison Township) é um município localizado no condado de Vinton no estado estadounidense de Ohio. No ano de 2010 tinha uma população de 1.068 habitantes e uma densidade populacional de 12,1 pessoas por km².

## Geografia
O município de Harrison encontra-se localizado nas coordenadas 39° 14′ 10″ N, 82° 42′ 02″ O. Segundo a Departamento do Censo dos Estados Unidos, o município tem uma superfície total de 88.25 km², da qual 87,83 km² correspondem a terra firme e (0,47 %) 0,41 km² é água.

## Demografia
Segundo o censo de 2010, tinha 1.068 pessoas residindo no município de Harrison. A densidade populacional era de 12,1 hab./km².